# تزمت ديني

فرانسوا دوبوا

التعصب الديني هو تسمية انتقاصية استُخدمت للإشارة إلى الحماس غير النقدي أو الهوسي المرتبط بإخلاص الفرد بحد ذاته أو الفرد ضمن الجماعة للدين، وهو شكل من أشكال التعصب البشري الذي يُعبر عنه أيضًا من خلال انخراط الفرد ومشاركته، بما في ذلك التوظيف، الدور والانتماءات التحزبية. تاريخيًا، استخدم المصطلح في المسيحية قديمًا لتشويه سمعة الأديان غير المسيحية، واكتسب لاحقًا استخدامه الحالي مع عصر التنوير.

## نماذج على التعصب الديني

### في الإسلام
يعود التطرف الإسلامي إلى بدايات تاريخ الإسلام مع ظهور الخوارج في القرن السابع الميلادي. كان الانشقاق الأصلي بين المسلمين السنة، الشيعة والخوارج نتيجة للنزاع حول الخلافة السياسية والدينية لهداية المجتمع الإسلامي (الأمة) بعد وفاة النبي الإسلامي محمد. ونتيجةً لموقف الخوارج السياسي بالأصل، فقد طوروا عقائد متطرفة تميزهم عن كل من السنة والشيعة. يعتقد الشيعة أن علي بن أبي طالب هو الخليفة الحقيقي للنبي محمد، بينما يعتبر السنة أن أبو بكر هو الأحق بهذا المنصب. انفصل الخوارج عن كل من السنة والشيعة خلال الفتنة الأولى (الحرب الأهلية الإسلامية الأولى) وقد لوحظ على وجه الخصوص تبنيهم نهجًا راديكاليًا للتكفير (الإخراج)، إذ أعلنوا أن كل من المسلمين السنة والشيعة هم إما كفار أو منافقين، وبالتالي جديرين بالموت لارتدادهم عن الدين (الردة).
كان لسيد قطب، وهو منظّر إسلامي مصري وزعيم بارز في جماعة الإخوان المسلمين في مصر، أثر بالغ الأهمية في الترويج لأيديولوجية الوحدة الإسلامية في الستينيات. عندما أعدمت الحكومة المصرية سيد قطب في ظل نظام جمال عبد الناصر، شكل أيمن الظواهري منظمة الجهاد الإسلامي المصرية للإطاحة بالحكومة واستبدالها بدولة إسلامية تعكس أفكار قطب عن النهضة الإسلامية التي لطالما تاق إليها. كان للتيار القطبي تأثير على الحركات الجهادية والإرهابيين الإسلاميين الذين يسعون إلى الإطاحة بالحكومات العلمانية، وعلى الأخص أسامة بن لادن وأيمن الظواهري من القاعدة، وكذلك المجموعة الإرهابية السلفية الجهادية التي تُعرف باسم تنظيم الدولة الإسلامية (داعش). علاوة على ذلك، كثيرًا ما يستشهد أسامة بن لادن وأنور العولقي بكتب قطب.
منذ فتوى أسامة بن لادن عام 1998، أصبح مصطلح الجهاد مصطلحًا معروف دوليًا وبشكل متزايد. ومع ذلك، فإن مفهوم بن لادن عن الجهاد مختلف كليًا عن المعنى الفعلي للمصطلح. في السياق الديني، يعني الجهاد تقريبًا «العمل في سبيل تحقيق هدف إلهي معين، هدف استعماري عمومًا». يعني الجهاد كمصطلح في اللغة العربية «الكفاح». يمكن أن يكون الكفاح كفاحًا في سبيل تطبيق القيم الإسلامية في الأنشطة اليومية، أو في الصراع مع الآخرين عند مواجهة الحجج المضادة للإسلام أو الدفاع عن النفس عند التعرض للاعتداء الجسدي بسبب الإيمان بالإسلام. وفقًا لستيفن، فهناك أجزاء من القرآن يُشار فيها إلى الجهاد العسكري. كما يقول ستيفن: «الجهاد في هذه السياقات دفاعي دائمًا، إذ الجهاد لا يدحض العدوان العسكري وحسب، لكن يُذكر في الآيات القرانية أيضًا أن استخدام القوة يخضع دائمًا لضبط النفس والمؤهلات». يختلف هذا النوع من الجهاد اختلافًا كبيرًا عن النوع الأكثر شيوعًا الذي يشغل الاهتمام اليوم.
يقول توماس فار، في مقال بعنوان «طريق الإسلام إلى الحرية»، أنه «على الرغم من أن معظم المسلمين يرفضون العنف، فإن استخدام المتطرفين للنصوص المقدسة يضفي على أفعالهم مصداقية وقوة تجنيد». (الحرية 24) ويواصل قائلًا: «المتطرفون يصرون على أن مسعاهم الأساسي – رغبة الله في انتصار الإسلام - لا يحتاج إلى تفسير. ووفقًا لهم، فإن المسلمين الحقيقيين سيتبعونه بأي وسيلة اضطرت، بما في ذلك الرياء، الإكراه المدني وقتل الأبرياء». (الحرية 24)
وفقًا لبعض المراقبين، فإن هذا التجاهل للآخرين وتفشي استخدام العنف يختلف بشكل كبير عن الرسالة السلمية التي يُفترض أن يستخدمها الجهاد. على الرغم من أن الجهاديين المتعصبين قد ارتكبوا العديد من الأعمال الإرهابية في جميع أنحاء العالم، ربما كان أشهرها هجمات 11 سبتمبر. وفقا لإلينز، فإن أعضاء القاعدة الذين شاركوا في الهجمات الإرهابية فعلوا ذلك إيمانًا منهم بأنهم بفعلتهم تلك، سوف «يوجهون ضربة قاضية لشرور أمريكا العلمانية وغير المسلمة. إذ أنهم سيطهرون العالم، معبد الله وهيكله».